# Donna Gloria
Donna Gloria je opereta ve třech dějstvích českého skladatele Oskara Nedbala, jejíž libreto napsali vídeňští libretisté Victor Léon (vl. jm. Victor Hirschfeld, 1858–1940) a Heinz Reichert (1877–1940). Premiéru měla 30. prosince 1925 ve vídeňském divadle Carltheater, v českých zemích byla poprvé uvedena 13. června 1926 v plzeňském Městském divadle.

## Vznik, charakteristika a historie
Donna Gloria je Nedbalova poslední opereta i poslední jevištní dílo vůbec. I když již žil v Československu, napsal ji jako všechny ostatní operety pro Vídeň, konkrétně pro divadlo Carltheater, pro které napsal i Polskou krev a Krásnou Saskii. Německé libreto mu poskytli osvědčení vídeňští libretisté Victor Léon a Heinz Reichert, mimo jiné spolutvůrci řady Lehárových úspěchů. Není však příliš úspěšné, ve spletitém a široce rozvedeném ději zcela zanikají komické momenty. Vídeňská kritika se podivovala : „Je udivující, že dva autoři tak rutinovaní ve světovém úspěchu napsali tak nejisté libreto, tak rozvleklé dialogy, texty písní a finále. Kdyby člověk vypustil vše, co je přebytečné, nezbylo by mnoho.“
Skladateli, který nejlépe komponoval (slovy vídeňské Neue freie Presse) „temperamentní a současně umělecky jemnou hudbu slovanskou“, španělské prostředí inspiraci přinést nemohlo. Nedbal se zde navíc pokusil o operetu zcela soudobého, moderního stylu, spíše berlínského (Benatzky, Gilbert) než vídeňského, založenou zejména na kupletech a samostatných sólových číslech, mnohdy moderních tanečních rytmů jako blues, shimmy a paso doble. Podle nepotvrzených zpráv mu s kompozicí pomáhal jeho žák a přítel Jára Beneš, sám velmi úspěšný autor lidových operet. Nedbalův talent se nejlépe ukazuje v instrumentaci, v níž se objevují i parodické reminiscence, z jednotlivých písní nejvíce zaujaly dva duety hlavních hrdinů a Abiliovo blues z 1. dějství Intimní rendezvous. Podle vídeňské kritiky „…místy je Nedbal až příliš vybroušený, jako ve vzletném druhém finále, které zní jako kurs kontrapunktu a nauky o harmonii a místy je téměř atonální.“
Vídeňská premiéra Nedbalovy poslední operety měla jen průměrný úspěch. Kritika zaznamenala, že se skladatel při premiéře vedle dirigování hlasitě bavil, to však nutně neplatilo pro obecenstvo: Neue Freie Presse ji označila za „operetu bez sboru, ale také bez humoru“. Soubor Carltheater Donnu Glorii za hudebního řízení autora uvedl i na svém zájezdu do Bratislavy ve dnech 22. a 23. února 1926. V českých zemích a v češtině ji poprvé nastudovalo plzeňské městské divadlo (premiéra 13. června 1926), poté ji hrála Vinohradská zpěvohra (premiéra 17. ledna 1927). Tím cesta operety po českých jevištích i skončila, až na zpopulárnělé blues Intimní rendezvous, které se dále zpívalo. Naposledy ji Nedbal uvedl v Bratislavě, a to v Lidovém divadle, nově otevřené pobočné scéně Slovenského národního divadla, o jejíž vybudování se zasadil. Premiéra se konala 19. března 1930.
Klavírní výtah operety vydal roku 1926 J. Weinberger ve Vídni.

## Děj operety

### 1. dějství
Příběh Donny Glorie se odehrává ve Španělsku. Hlavní hrdina, portugalský baron Abilio Oliveira, je z neznámého důvody ve Španělsku omylem pronásledován jako politický uprchlík. Podařilo se mu však koupit cestovní pas znějící na jméno zmizelého hraběte Vasca Palmelly a teď se za něj vydává. V luxusním hotelu Splendid se při čaji seznámí s Glorií Molinovou, dcerou továrníka, a tančí s ní. Glorii se při tanci udělá nevolno a Abilio je nucen ji odvést do ústraní – „separé“ – kde jí pomáhá se zotavením a kde jsou zastiženi tak nešťastně, že vypukne skandál. Gloriini rodiče se domnívají, že mladík jejich dceru zkompromitoval, a trvají na okamžitém sňatku. Abilio a Gloria přijímají verdikt poněkud nepřipraveně, ale bez velkého zdráhání.

### 2. dějství
První zastavení svatební cesty je v přímořských lázních San Sebastián. Na místě se náhodou objeví skutečný hrabě Palmella. Když se v poměrech trochu zorientuje a seznámí se s hezkou Glorií, začne se u ní jako její zákonný manžel dožadovat svých manželských práv. Gloria jej odmítá a chce zůstat s Abiliem. Ale v tom okamžiku se situace ještě zkomplikuje, když se objeví i Abiliova bývalá milenka Vilha a dělá si na Abilia nárok. Gloria se rozhněvá na oba muže a vidí jediné řešení v okamžitém rozvodu.

### 3. dějství
Po několika dalších nedorozuměních se vše vyřeší: k rozvodu sice dojde, ale jen proto, aby se Gloria zbavila hraběte Palmelly a mohla se znovu vdát za Abilia, tentokrát pod vlastním jménem.